# Сульфат кобальта(II)-дикалия
Сульфа́т ко́бальта(II)-дика́лия — неорганическое соединение,
комплексная соль калия, кобальта и серной кислоты
с формулой K2[Co(SO4)2],
кристаллы,
растворяется в воде,
образует кристаллогидраты. Относится к группе солей Туттона (шенитов).

## Физические свойства
Сульфат кобальта(II)-дикалия образует кристаллы.
Хорошо растворяется в воде.
Образует кристаллогидраты состава K2[Co(SO4)2]·n H2O, где n = 2, и 6.
Кристаллогидрат состава K2[Co(SO4)2]·6H2O образует кристаллы моноклинной сингонии, пространственная группа P 21/a, параметры ячейки a = 0,90609 нм, b = 1,22156 нм, c = 0,61586 нм, β = 104,839°, Z = 2.